# 欽紐

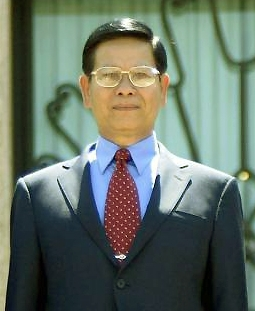
欽紐

欽紐（1939年10月11日—），華裔緬甸總理及上將，於2003年8月被委派出任總理一職，至2004年10月他被迫以「健康問題」為理由辭職，由梭溫接替，其後遭到拘禁。

## 总理
在任總理期間，在處理反對派領袖昂山素季的問題上，欽紐顯得比較溫和，與昂山素季會面後主張釋放她，與強硬派、軍政府最高領袖丹瑞的意見不合，促使他被罷黜，另任命梭溫為總理。

## 软禁
2004年底，欽紐遭親丹瑞的軍方高層軟禁。2005年7月，受到包括贪污、受贿在内的8项指控，欽紐被一个特别法庭判处可缓期执行的44年徒刑，从此开始被软禁在家。

## 获释
2012年1月13日，缅甸新上台的登盛政府释放了651名被判刑人员，其中就包括钦纽。